# Ernest de Sylly Hamilton Browne
Ernest de Sylly Hamilton Browne (11. juli 1855 – 13. april 1946 i Cheltenham, England) var en irsk tennisspiller.
Browne deltog i Wimbledon-mesterskaberne fra 1882 til 1885. I 1885 nåede han semifinalerne i all comers-turneringen, hvor han tabte til Ernest Renshaw. Han vandt de åbne irske mesterskaber i double (1882) og mixed double (1882, 1883). Han vandt også titlen ved de skotske mesterskaber fra 1889 til 1891.
Karoly Mazak har rangeret ham som nr. 4 i verden i årene 1882, 1883 og 1885.
Browne var ven med og mentor for Ernest and William Renshaw.